# Paccius i Vibius
Paccius i Vibius – najszlachetniejsi z ludu Bruttiów. W 209 p.n.e. przybyli do konsula Kwintusa Fabiusza, by prosić o łaskę [Liv. XXVII 15]. Prośba ta dotyczyła ponownego przyłączenia do Rzymu Bruttium, które stanęło po stronie Hannibala w II wojnie punickiej.